# KIRA KIRA/AKARI
KIRA KIRA 閃亮亮/ AKARI 光芒是小事樂團第47件單曲。本曲於2015年11月4日由Avex發行。

## 說明
本作品用作為Go！Princess 光之美少女 Go！Go！！豪華三部曲！！！的主題曲。並將電影原聲帶部分放在初次發行的CD唱片中。